# Vietnamska keramika
Vietnamska keramika se nanaša na umetniško keramiko in lončarstvo kot obliko vietnamske umetnosti in industrije. Vietnamska keramika in lončarstvo imata dolgo zgodovino, ki sega tisoče let nazaj, tudi dolgo pred kitajsko nadvlado, kar podpirajo arheološki dokazi.
Na večino vietnamske keramike in lončarstva po obdobju kitajske prevlade je močno vplivala kitajska keramika, vendar se je sčasoma razvila v izrazito vietnamsko. Vietnamski lončarji so združevali avtohtone in kitajske elemente. Prav tako so eksperimentirali z izvirnimi in individualnimi slogi ter vključili značilnosti iz drugih kultur, kot so Kambodža, Indija in kraljestvo Champa.
Vietnamska keramika je bila bistveni del trgovine med Vietnamom in njegovimi sosedami v predmodernem času skozi vsa obdobja.

## Zgodovina

### Neolitik
Zgodnja keramika Luo Yue (Lạc Việt) je prevladovala nad staroselskimi značilnostmi kulture Đông Sơn.

### Kitajska dominacija
V obdobjih kitajske dominacije je lokalna kultura Đông Sơn začela izginjati  in na vietnamsko keramiko je vplivala kitajska keramika.

### Klasično obdobje
Po ponovno pridobljeni neodvisnosti od Kitajske leta 938 je vietnamski obrtnik pod suverenimi kraljevimi pravili začel načrtovati in izdelovati keramične izdelke neodvisno od Kitajske. Kremasto bela keramika v vietnamskem obdobju Lý-Trần v barvi celadona in belo-rjava keramika gốm hoa nâu imata lokalne značilnosti in se jasno razlikujeta od kitajske keramike. Okras in motiv zmaja »Nāga« sta postala pogosta v obdobju Lý in se pojavlja na stelah, keramiki, skupaj z listom drevesa Bodhi, lotosom, vodo, morskim bitjem makaro (sanskrt मकर) in Budo. Chamska pisava je bila vpisana na terakotne opeke, ki so se uporabljale za gradnjo verskih stavb.
Vietnamci so začeli izvažati svojo keramično proizvodnjo vsaj od poznega 13. stoletja do 14. stoletja. Glede na arheološke najdbe v Vietnamu in drugih državah iz 14. stoletja so nekaj vietnamske keramike in kovancev iz leta 1330 našli na najdiščih na Japonskem, Filipinih in v Indoneziji.
Med kitajsko okupacijo Vietnama v 15. stoletju so vietnamski lončarji hitro sprejeli kobaltovo podglazuro, ki je že postala priljubljena na izvoznih trgih. Vietnamski modro-beli izdelki so včasih vsebovali dve vrsti kobaltovega pigmenta: bližnjevzhodni kobalt je dajal živo modro barvo, vendar je bil dražji od temnejšega kobalta iz Junana na Kitajskem.
V 15. stoletju je bilo približno 80 % keramičnih izdelkov jugovzhodne Azije, uvoženih v Trowulan, glavno mesto imperija Majapahit, vietnamskih izdelkov, 20 % pa tajskih. Na Filipinih vietnamska keramika obsega 1,5–5 % keramike, najdene na otočju, medtem ko tajska keramika predstavlja 20–40 %. Vietnamska keramika je prav tako predstavljala majhno količino na zahodnoazijskem trgu v 15. stoletju. 

### Sodobnost
Medtem ko se keramični izdelki v tradicionalnem slogu še vedno proizvajajo in uživajo priljubljenost, se sodobna keramika vedno bolj proizvaja za izvoz. Središča za proizvodnjo keramike so Lái Thiêu v južnem Vietnamu.
Eden od omembe vrednih primerov sodobne keramične umetnosti je mural keramični mozaik iz Hanoja, ki je pritrjena na steno sistema nasipov v Hanoju. Keramična cesta, dolga približno 4 km, je eden večjih projektov, ki so bili razviti ob tisočletnici Hanoja.

## Cát Tiên
Arheološko najdišče Cát Tiên v južnem Vietnamu je v narodnem parku Cát Tiên. To mesto, ki so ga po naključju odkrili leta 1985, sega od občine Quảng Ngãi do občine Đức Phổ, pri čemer so glavni arheološki artefakti skoncentrirani v Quảng Ngãi, okrožje Cát Tiên, provinca Lâm Đồng, južni Tây Nguyên. Neznana civilizacija, ki je razvila to mesto, ga je naselila med 4. in 9. stoletjem našega štetja. Na tem mestu so našli številne keramične izdelke.

## Bát Tràng
Porcelan in keramika Bát Tràng je vrsta keramike, izdelana v vasi Bát Tràng, ki je zdaj združena s predmestjem Hanoja. Najzgodnejša omemba peči Bát Tràng je bila leta 1352. Vas leži na območju, bogatem z glino, primerno za izdelavo fine keramike. Keramika Bát Tràng je bila cenjena zaradi izdelkov, ki so se kosali s Chu Đậujem, kasneje pa se ji je pridružila keramika iz Đồng Nai, Phu Lang in Ninh Thuận. Zgodovino proizvodnje lončarstva v vasi je mogoče izslediti vse do 14. stoletja našega štetja, v naslednjih stoletjih pa je bil priljubljen proizvod, s katerim so obsežno trgovali lokalni trgovci in evropske trgovske ladje po vsej jugovzhodni Aziji in Daljnem vzhodu. Bát Tràng še danes še vedno proizvaja sklede, posode in vaze ne samo za lokalni trg, ampak tudi za izvoz na Japonsko, enega od pomembnih trgov vietnamske keramike. Plinska peč je vedno bolj priljubljena kot električna ali tradicionalna peč na drva. Poleg tradicionalne tehnike okraševanja s čopičem se v zadnjem času pojavlja tehnika okraševanja s sitotiskom na rižev papir. Nova tehnika se uporablja predvsem za proizvodnjo verskih izdelkov, kot so kadilnice. Toda vsi drugi postopki izdelave posod so še vedno v veliki meri ročno delo, kar je zelo pomembno. Še ena lepa stvar Bát Trànga so stare družinske hiše. Ostali sta samo dve ali tri tovrstne stare hiše, ki še vedno ohranjajo duh starega Bát Trànga, kjer najdemo velike vaze ali posode z okraski iz 14. stoletja, najbolj priljubljenega obdobja keramike Bát Tràng.

## Chu Đậu
Keramika Chu Đậu v okrožju Nam Sách vzhodno od Hanoja je bila odkrita leta 1983, kar je privedlo do vrste izkopavanj, ki so bila tam opravljena od leta 1986 do 1991. Ocenjuje se, da se je v vasi začela proizvodnja v 13. stoletju, vrhunec pa je dosegla v 15. in 16. stoletju, v 17. stoletju pa upada. Od leta 1436 do 1465 je kitajska dinastija Ming nenadoma prekinila trgovanje z zunanjim svetom, kar je ustvarilo komercialni vakuum, ki je vietnamski modro-beli keramiki omogočil monopol na trgih za približno 150 let. Vietnamske izdelke iz tega obdobja so našli po vsej Aziji, od Japonske, po vsej jugovzhodni Aziji (Tajska, Indonezija, Filipini), do Bližnjega vzhoda (arabsko pristanišče Julfar, Perzija, Sirija, Turčija, Egipt) in vzhodna Afrika (Tanzanija).
To je kraj, ki je omenjen v slavni vazi, ki jo je podpisala ženska po imenu Bui in je datirana iz leta 1450 v muzeju palače Topkapi v Carigradu. 
Keramika Chu Đậu, izvožena na Japonsko, se je imenovala (An'nan) Anam posoda. Keramika Chu Đậu je predstavljala tudi večino v brodolomu Hội An.

### An'nan
Trgovina z vietnamsko keramiko je bila prizadeta zaradi strmega padca trgovine chamskih trgovcev po vietnamski invaziji na kraljestvo Champa leta 1471. V 16. stoletju so vietnamski izvoz keramike oškodovali tudi notranja državljanska vojna, portugalski in španski vstop v regijo ter portugalska osvojitev Malake, ki je povzročila vznemirjenje v trgovinskem sistemu, medtem ko so ladje karaka v trgovini iz Malake v Makav, ki so jo vodili Portugalci, pristale v Bruneju zaradi dobrih odnosov med Portugalci in Brunejem, potem ko so Kitajci dovolili, da Makav dajo v najem Portugalcem.
Zaradi tako imenovane Nanbanske trgovine v 16. in 17. stoletju so na severnem delu otoka Kjušu našli fragmente vietnamske keramike. Med njimi je bila ploščica z znakom, na katerem je bila letnica 1330. Ali so šli Japonci v Vietnam ali vietnamski trgovci na Japonsko ali je šlo vse prek Kitajske, ni čisto jasno. Vietnamski zgodovinski zapisi so pokazali, da je bilo tam že na stotine japonskih prebivalcev, ko je na začetku 17. stoletja lord Nguyễn Hoàng ustanovil pristanišče Hội An.
Eden bolj znanih predmetov so posoda An'nan (安南焼), ki so bili izvoženi na Japonsko in uporabljeni v japonskem obredu pitja čaja, čeprav so bile sklede z visokimi nogami prvotno uporabljene za hrano. Sklede so imele razgrnjen rob, visoko nogo, postekljene s cvetličnim okrasjem iz kobalta, zavihke nad dnom, neglazirane obroče in rjavo prane na dnu. Premeri so lahko od 9 do 15 centimetrov. Izdelovali so jih v 16. in 17. stoletju.

### Hội An razbitine
Razbitina Hội An leži 22 milj od obale osrednjega Vietnama v Južnokitajskem morju. Ladja je prevažala velik tovor vietnamske keramike iz sredine do konca 15. stoletja. Poreklo kosov je bilo znano kot iz peči v delti Rdeče reke (kot je Chu Đậu), ker so izkopavanja v regiji potekala od odkritja leta 1983. Edini kosi, ki so ostali na mestih peči, so bili odpadki (kosi, ki so se zlili, sesedli ali eksplodirali v procesu žganja). Nepoškodovani primerki proizvedenih izdelkov so bili redki, saj so bili vsi izvoženi. Ko so razbitino našli, je med zbiratelji in arheologi zavladalo navdušenje, saj je obetala prvi tovor, sestavljen izključno iz vietnamskih izdelkov.
Leta 1996 je bilo najdenih več kot 250.000 nedotaknjenih primerkov vietnamske keramike. 10 % unikatnega blaga je vlada hranila za nacionalne muzeje, preostalo pa je bilo dovoljeno prodati na dražbi za plačilo stroškov izterjave.

## Chamske peči (keramika Go Sanh)
Chamske peči, ki so v Go Sanhu, provinca Bình Định, današnji osrednji Vietnam, v bližini stare chamske prestolnice Vidžaja, je bilo 20 prepoznanih chamskih peči, ki so bile uporabljene za izdelavo posebej rjavo glaziranih posod iz lončenine v slogu Cham. Peči so bile večkrat predelane, kar kaže na dokaj dolgo obdobje uporabe. Keramiko Go Sanh so našli na Borneu na Filipinih in razbitine ladij, kot je Pandanan.

## Galerija
Ročna izdelava keramike v Bát Tràngu v Vietnamu

## SKlici
1. ↑  The Evolution of Vietnamese Ceramics : ThingsAsian Arhivirano September 30, 2007, na Wayback Machine.
2. ↑  Birmingham Museum of Art (2010). Birmingham Museum of Art : guide to the collection. [Birmingham, Ala]: Birmingham Museum of Art. str. 59. ISBN 978-1-904832-77-5.
3. ↑  Miksic 2009, str. 58.
4. ↑  Miksic & Yian 2016, str. 432–433.
5. ↑  Miksic & Yian 2016, str. 435.
6. ↑  Miksic 2009, str. 59.
7. ↑  Miksic & Yian 2016, str. 490.
8. ↑  Gessert, Richard (15. februar 2022). »More Kinds of Blue«. The Art Institute of Chicago.
9. ↑  Miksic 2019, str. 10.
10. ↑  Miksic 2019, str. 13.
11. ↑  Tran 2001, str. 165.
12. ↑  Trương 2000, str. 104.
13. ↑  Miksic 2009, str. 60.
14. ↑  »Chu Đậu ceramics«. Arhivirano iz prvotnega spletišča dne 21. decembra 2015. Pridobljeno 15. decembra 2022.
15. ↑  Li 2006, str. 138.
16. ↑  Bùi & Nguyễn 2001, str. 176.
17. ↑  Miksic & Yian 2016, str. 494.
18. ↑  Miksic & Yian 2016, str. 495.